# Spilogona littoralis
Spilogona littoralis este o specie de muște din genul Spilogona, familia Muscidae, descrisă de Mou în anul 1985. Conform Catalogue of Life specia Spilogona littoralis nu are subspecii cunoscute.